# いわき民報
いわき民報（いわきみんぽう）は、いわき民報社が発行する福島県の地方新聞である。夕刊紙であったが、2024年10月1日より朝刊紙に移行した。

## 概要
福島県いわき市を対象地域として夕刊を発行していたが、2024年10月1日から朝刊発行に移行。発行部数は公称8,000部。日本地域紙協議会に加盟。日本新聞協会には2001年に加盟したが、2021年に退会している。
タブロイド判の16面構成が基本だが、主催イベントなどの関係で20から24面構成になる事もある。読売新聞東京本社が1997年にスタートした「地域紙記事写真配信サービス」を利用し、配信を受けている。

## 沿革
- 1946年（昭和21年）2月 - 創刊
- 1946年（昭和21年）5月 - 日刊紙から夕刊紙へ
- 1946年（昭和21年）11月 - 法人化
- 1950年（昭和25年）6月 - 勿来支局開設（同年8月には小名浜支局を支社に昇格）
- 1954年（昭和29年） - 6月に四倉支局、10月に常磐支局開設
- 1970年（昭和45年）2月22日 - 本社が火事で全焼（3月2日発行分まで休刊）[4]
- 1971年（昭和46年）6月 - 新社屋が落成する
- 1974年（昭和49年）10月 - 活版印刷からオフセット印刷へ移行
- 2001年（平成13年）2月 - 日本新聞協会に加盟する（1976年に創刊30周年を迎えた際にも同協会への加盟を検討したことがあるが、このときは経営事情を理由に加盟を見送った）
- 2001年（平成13年）8月 - 読売新聞社からの記事配信を受けるようになる
- 2004年（平成16年）7月 - 日本地域紙協議会に加盟する
- 2021年（令和3年）7月 - 日本新聞協会から退会
- 2022年（令和4年）11月 - 旧社屋跡地といわき駅の一体開発に伴い、不動産管理会社と分社化、新聞部門は常磐上矢田に移転、及びTwitterアカウント開始
- 2024年（令和6年）10月 - 夕刊紙から朝刊紙に移行

### 東日本大震災の影響
2011年（平成23年）3月11日発生の東日本大震災により、3月14日まではカラー印刷をしたが、3月15日からモノクロ紙面となった。しかし、東京電力福島第一原子力発電所の爆発事故や道路の通行止めなどの影響で3月16日から3月21日が休刊。3月22日付け（その紙面のサンプル）から再開となった。
この震災を受けて、1頁右上には「頑張って災害を乗り越えていきましょう。」（その後「がんばろう!!いわき」に変更）という標語が掲示された他、広告の掲載も自粛となった。

## 受賞歴
- 2021年 - 「シリーズ震災10年—未来へのメッセージ」にて、ふるさと新聞アワード最優秀賞。
- 2022年 - 「詩人草野心平直筆の『最後の詩』を紙面公開」にて、ふるさと新聞アワード最優秀賞、並びに「コールシスターズ」にて優秀賞。

## 事業所
- 本社（福島県いわき市常磐上矢田叶作13-3）